# Chudaczewo

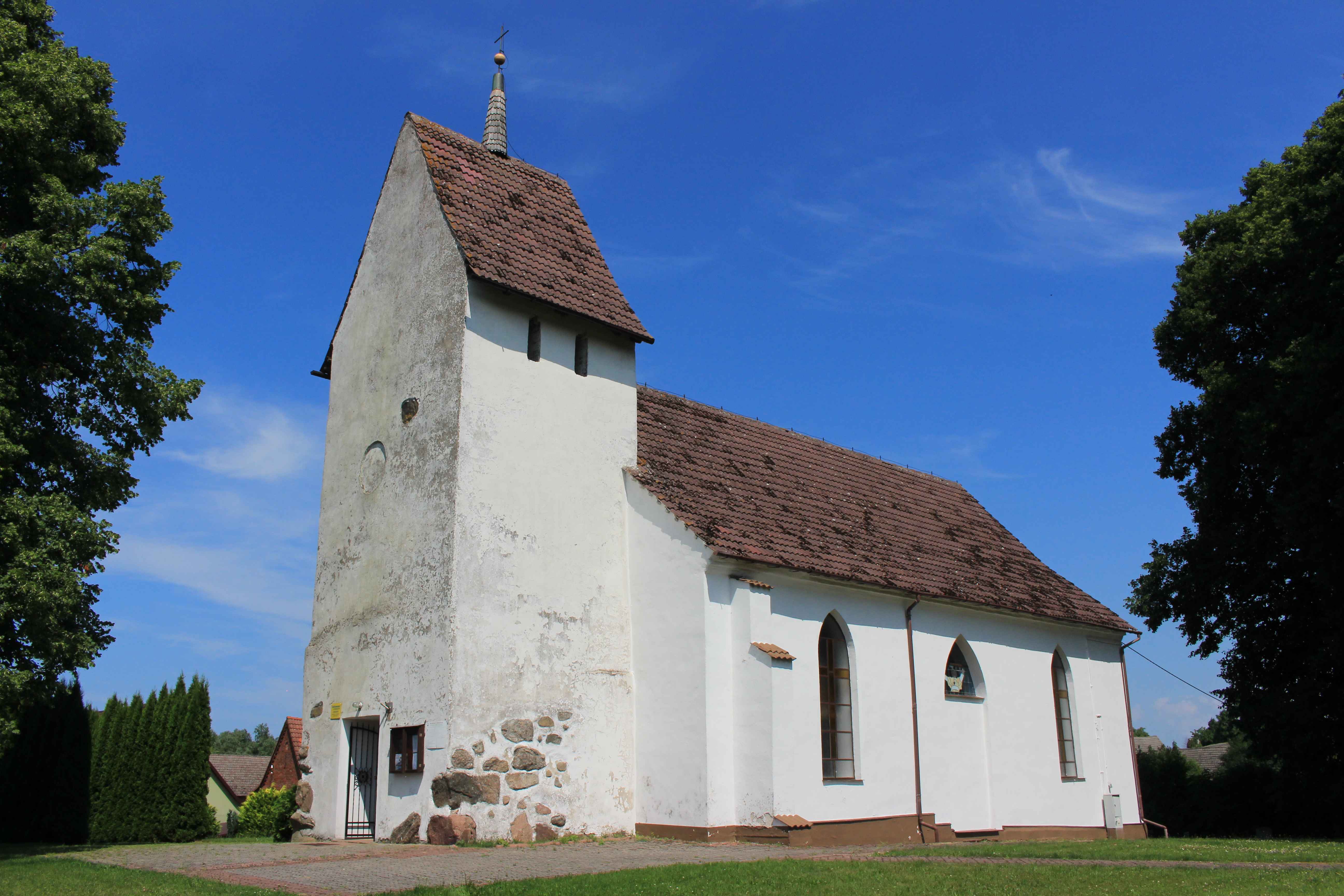
Chudaczewo – kościół

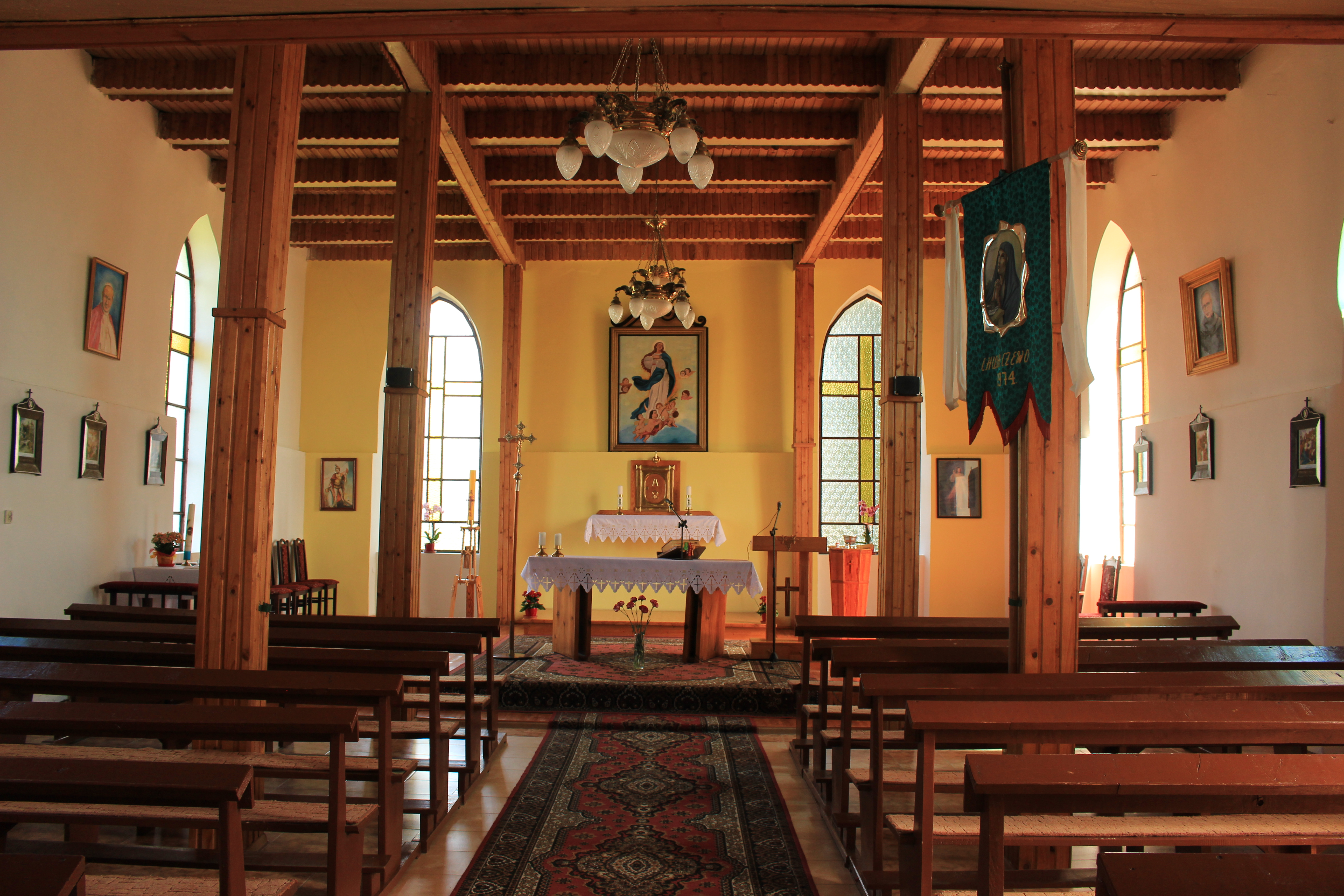
Chudaczewo – wnętrze kościoła

Chudaczewo (niem. Alt Kuddezow) – wieś w Polsce położona w województwie zachodniopomorskim, w powiecie sławieńskim, w gminie Postomino przy drodze wojewódzkiej nr 203. Wieś jest siedzibą sołectwa Chudaczewo w którego skład wchodzi również miejscowość Ronino.
W miejscowości ma remizę jednostka Ochotniczej Straży Pożarnej włączona do krajowego systemu ratowniczo-gaśniczego.
W latach 1975–1998 miejscowość administracyjnie należała do województwa słupskiego.